# Primitief Iers
Primitief Iers is de benaming voor de allervroegst overgeleverde fase van de Ierse taal. Het is bekend uit een aantal korte oghaminscripties vanaf de vierde eeuw, hoofdzakelijk eigennamen.
Ondanks de geringe omvang van het tekstcorpus is deze taal van groot belang voor de historische taalkunde. Het Primitief Iers blijkt een extreem behoudende taal, die nauwelijks van het Proto-Keltisch verschilt en daarmee sterk aan het Gallisch doet denken. De buigingsuitgangen zijn nog (vrijwel) intact, er is nog geen syncope (verlies van korte klinkers) opgetreden en er is niets te zien van typisch Ierse consonantmutaties of brede en smalle consonanten. In sommige inscripties, maar zeker niet in alle, wordt de q wel al door een c vervangen.
Deze stand van zaken heeft taalkundigen voor een raadsel gesteld. Het Oudiers, dat maar twee eeuwen na de oudste Ierse oghaminscripties werd opgeschreven, draagt alle genoemde kenmerken wel: de buigingsuitgangen zijn ver afgesleten en verbuigingen worden vooral door mutaties uitgedrukt, er zijn consonantclusters als gevolg van het wegvallen van klinkers en er zijn brede en smalle consonanten. Een koning van Leinster, die in Oudierse annalen optreedt als Mac Caírthinn Uí Enechglaiss, wordt in een inscriptie bijvoorbeeld gememoreerd als MAQI CAIRATINI AVI INEQUAGLAS (hier in de genitief). Zulke taalveranderingen zijn niet ongewoon, maar het tempo waarmee ze plaatsgevonden hebben is dat wel.
Een gangbare verklaring voor dit grote verschil is de komst van het christendom naar Ierland. Hoge taalregisters, en zeker registers die in verband worden gebracht met religie, hebben vaak de neiging om archaïsche taalvormen te behouden, hoe snel de alledaagse spreektaal ook mag veranderen. De voorchristelijke inscripties waren het werk van druïden, die volgens deze zienswijze eeuwenlang vrijwel dezelfde taal hadden behouden. Na de komst van het christendom verdween de klasse van de druïden en de bijbehorende taal. Toen er enige eeuwen later een nieuwe Ierse schriftcultuur opkwam, richtte men zich weer op de gewone spreektaal.